# Hyphessobrycon megalopterus
Hyphessobrycon megalopterus es una especie de pez de la familia Characidae en el orden de los Characiformes.

## Morfología
Los machos pueden llegar alcanzar los 3,6 cm de
total.

## Hábitat
Vive en zonas de clima tropical entre 22 °C - 28 °C de temperatura.

## Distribución geográfica
Se encuentran en Sudamérica: cuencas de los ríos  Paraguay y  Guaporé.

## Alimentación
Come gusanos, insectos pequeños y crustáceos.